# 童軍警探
《童軍警探》（英語：Scouting for Boys，正式書名為，《童軍警探：成為良好公民的訓練手冊》，又稱《童子警探》）是童軍運動史上的第1本書籍，於1908年出版。本書的作者和繪圖者皆為羅伯特·貝登堡，也就是童軍運動創始者。本書是基於貝登堡小時候的經驗、第二次布爾戰爭的梅富根城戰役中，梅富根軍校學生軍團的經驗、以及於英國實驗性白浪島童軍露營的經驗。在20世紀，本書為第4大暢銷書籍。

## 歷史
《童軍警探》（1908年）是貝登堡針對他的早期作品，《偵察和斥候》（Reconnaissance and Scouting，1884年）與《給軍官和士兵的警探術》（Aids to Scouting for NCOs and Men，1899年）改寫而成。這些書籍是屬於英國陸軍的軍事手冊，主要是訓練偵察能力。在梅富根城，貝登堡招募並且訓練12－15歲的男孩，成為郵遞員、傳訊者和搬運傷患脫離戰場。在第二次布爾戰爭結束，回到英國後，貝登堡到一些英國的學校任教，並使用他的著作教導觀察和演繹。他決定改寫他的軍事著作，轉變成適合青少年男孩的書籍。他的朋友協助了貝登堡，包含威廉·亞歷山大·史密斯，基督少年軍的創始人，和多家報社和出版社的擁有者西里爾·亞瑟·培生。1906年和1907年，貝登堡花了很長時間去寫《童軍警探》，並且在這些童軍計畫上，增加了他的想法。1907年夏天，這些計畫在白浪島童軍露營當中拿來檢驗，是次露營是由培生的文學編輯培西·厄尼斯特贊助。
《童軍警探》從1908年1月到3月，以6期，每期半個月，每期約70頁的方式出版。這些書籍是從培生的印刷廠，霍力士·柯克斯公司出來的。這些6期的出版品獲得成功，並且在1908年3月1日起，將這6期合成為一本發行。《童軍警探》被翻譯成多個國家的語言。1948年，本書仍然每年可以銷售到5萬本。只有在1967年，經由出版商的銷售量有顯著下滑，而在1990年代，經由童軍運動，本書成為了這個時代的文物。本書被宣稱是20世紀第4暢銷的書籍。實際上的估計是：大約銷售了400萬本英國版本；另外，推斷全球87個不同語言版本的《童軍警探》，從1908年起，其歷年銷售量大約在100到150萬本左右。

## 著作權狀況
本書已於2012年1月1日起，因作者死亡超過70年的關係（1941年1月8日），進入公有領域。在這之前，只有在英國童軍總會的同意下才能進行重製（特定國家有一些免責條款，像是合理使用）。美國童軍正式成立於1901年時，經由貝登堡本人的著作權特別許可，重新寫成《童軍手冊》。